# Juan Pérez de Zurita
Juan Pérez de Zurita (1516 – Sucre, 1595) è stato un esploratore e conquistador spagnolo, figlio di Alonso Diaz de Zurita, nativo di Cañete de las Torres, e di Dona Ines Fernandez de Cordova.
Nel 1536 iniziò la propria carriera militare. Nel 1548 era a Granada e nel 1550 si imbarcò per le Indie Occidentali col fratello Alonso de Zurita. Nel 1553 raggiunse il Vicereame del Perù.  All'inizio del 1557, per ordine del viceré García Hurtado de Mendoza, fu inviato con una spedizione di 700 uomini guidati dal figlio del viceré in Cile. Da qui, con un commando di 70 uomini, andarono nella provincia di Tucumán. Attraversò le Ande arrivando a Santiago del Estero nel maggio del 1558.

## Biografia
Zurita preso il posto di Juan Gregorio Bazan, capo dei pochi soldati o coloni rimasti nella provincia, oppresso da discordie e dal crimine dopo la partenza del precedente governatore. Con l'immigrazione proveniente da Cile e Perù, Zurita alla testa del governo riuscì a mantenere una certa prosperità per i coloni. Grazie al matrimonio tra Filippo II e Maria I, Zurita cambiò il nome della provincia in Nueva Inglaterra.  Fondò tre nuove città: Londres (Londra), Canete e Cordova. Zurita proseguì l'opera di sottomissione dei Diaghiti e dei Calchaquí con un certo successo.
Quando Diego López de Zúñiga giunse in Perù come nuovo viceré nel 1560, era determinato a rendere indipendente la provincia di Tucuman, anche se sarebbe rimasta subordinata al vicereame del Perù. Questa proposta di modifica provocò una rivolta di coloro che avrebbero voluto restare uniti al Cile. Gli abitanti di Londres guidavano questo movimento, sostenuti dalla guarnigione della città. La rivolta fu sedata, ma l'opposizione sostenuta da Zurita alla fine convinse il governatore del Cile che sarebbe stato preferibile spostare gli affari della provincia in altre mani. Gregorio Castaneda fu comunque nominato al posto di Zurita.
Zurita fu trasferito, contro la sua volontà, in Cile, ma sostenne i governatori Pedro de Villagra e Rodrigo de Quiroga nel corso della guerra di Arauco. All'inizio sottovalutò i Mapuche e la sua colonna di rinforzi da Angol a Concepción fu sorpresa in un'imboscata da Millalelmo e da 3000 Mapuche presso il fiume Andalién nel 1564. Riuscì a scappare rifugiandosi a Santiago del Cile. Dopo che i Mapuche fallirono nell'assedio di Concepción, si unì al governatore Villagra nella seconda battaglia di Reinohuelén e nella battaglia di Tulmillán, ponendo fine alla rivolta dei Mapuche stanziati a nord del fiume Bío Bío.

## Famiglia
Nel 1571il viceré del Perù, Francisco de Toledo, gli permise di fondare due nuovi insediamenti nel territorio governato da Santa Cruz de la Sierra. Si sposò con Dona Jeronima de Mena y Saldaña. Morì a La Plata nel 1595.